# Église Saint-Oswald de Traunstein
L'église Saint-Oswald est une église catholique de Traunstein en Bavière. C'est dans cette église paroissiale qu'a eu lieu la messe de prémices (première messe) de Joseph Ratzinger, futur Benoît XVI, le 8 juillet 1951, après son ordination.

## Historique
Cette église consacrée à saint Oswald a été construite au XIIe siècle en style roman puis reconstruite en style gothique. Elle est mentionnée pour la première fois dans un document de 1342 en tant qu'église filiale de la paroisse d'Haslach (aujourd'hui faubourg industriel de la ville de Traunstein). Elle subit les dommages des incendies de la ville qui ont lieu en 1371, 1704 et 1851. L'édifice actuel à nef unique est bâti de 1675 à 1690 selon les plans de Gaspare Zuccalli par Antonio Riva et Lorenzo Sciasca qui tous les trois proviennent de l'école des Grisons. Elle est reconstruite après l'incendie de 1704. Le maître-autel, consacré en 1732, est l'œuvre du sculpteur munichois Joseph Poschenrieder d'après les dessins de Wenzel Mirowsky. Il est refait à l'identique au milieu du XIXe siècle, après l'incendie de 1851. On remarque les statues de la Vierge Marie et de saint Rupert, apôtre de la Bavière.
L'église, à sept travées et à nef unique, se trouve du côté ouest de la grand-place de la ville
L'église devient église paroissiale à part entière en 1850. Le toit du clocher et les voûtes du chœur sont détruits par l'incendie de 1851. Elle est restaurée et l'intérieur est redécoré en 1855. En 1885, le portail d'entrée et le clocher, ainsi que la partie ouest prennent leur aspect actuel, d'après les plans de Moritz von Horstig. Les fresques murales intérieures sont l'œuvre de Max Fürst, peintre d'église et explorateur originaire de Traunstein. Elles sont dans le style tardif du mouvement nazaréen et ont été peintes entre 1904 et 1909. Les stucs ont été refaits à cette époque en style néobaroque. Elle comprend neuf autels dont sept datent de la première moitié du XVIIIe siècle.
Les quatre baldaquins aux angles ont été enlevés en 1967, ainsi que la table de communion, la chaire et divers mobilier pour se mettre en conformité avec l'esprit postconciliaire, et un autel « face au peuple » installé. L'orgue a été inauguré en 2011 et remplace un orgue de 1856.
C'est dans cette église que Joseph Ratzinger et son frère aîné Georg, après avoir traversé en procession la ville pavoisée accompagnés de leurs parents, d'enfants de chœur, de fillettes premières communiantes, des autorités de la ville et de la foule des fidèles de Traunstein et des bourgs environnants, sont entrés pour célébrer leur messe de prémices, le 8 juillet 1951. Joseph a d'abord célébré à la première messe et ensuite Georg à la grand-messe de onze heures. Il n'y avait pas de concélébrations à l'époque avant Vatican II. Un buste de Benoît XVI a été installé dans l'église.

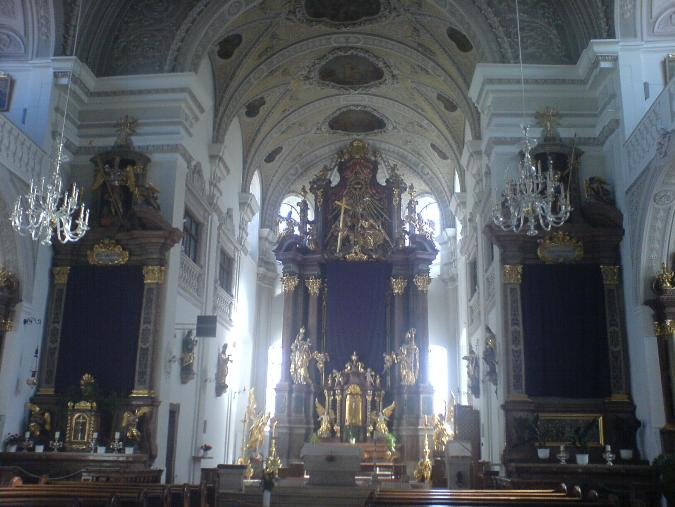
Intérieur de l'église
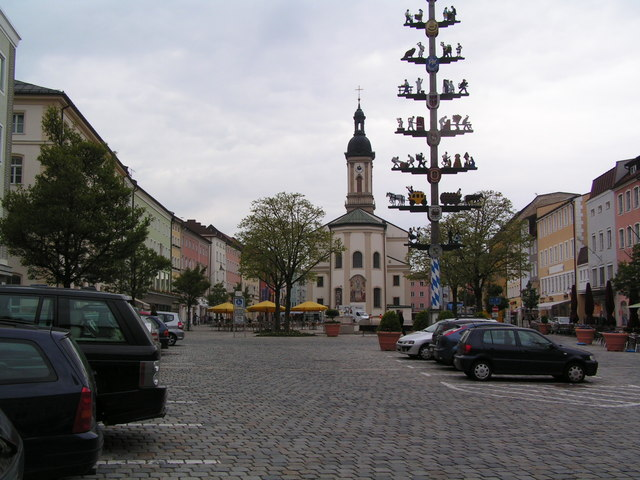
Vue de l'abside

## Source
- (de) Cet article est partiellement ou en totalité issu de l’article de Wikipédia en allemand intitulé « Stadtpfarrkirche St. Oswald (Traunstein) » (voir la liste des auteurs).